# Flatlöss
Flatlöss (Pthiridae) är en familj med blodsugande löss som omfattar det enda släktet Pthirus med två arter.
Arter enligt Catalogue of Life:
- Pthirus gorillae
- Pthirus pubis